# Irvingia malayana
1875
L'aire de répartition indigène de cette espèce s'étend de l'Indochine à l'ouest de la Malaisie. C'est un arbre qui pousse principalement dans le biome tropical humide.
Espèce
Statut de conservation UICN

 LC  : Préoccupation mineure
Irvingia malayana est une espèce de la famille des Irvingiaceae. Elle est également connue sous le nom damande sauvage (vietnamien : Kơ nia, thaï : กระบก, khmer : ចំបក់) ou de mangue du cerf aboyeur. C'est une espèce d'arbre tropical à feuilles persistantes de la famille des Irvingiaceae. L'épithète spécifique malayana vient du latin signifiant « de Malaisie ».

## Description

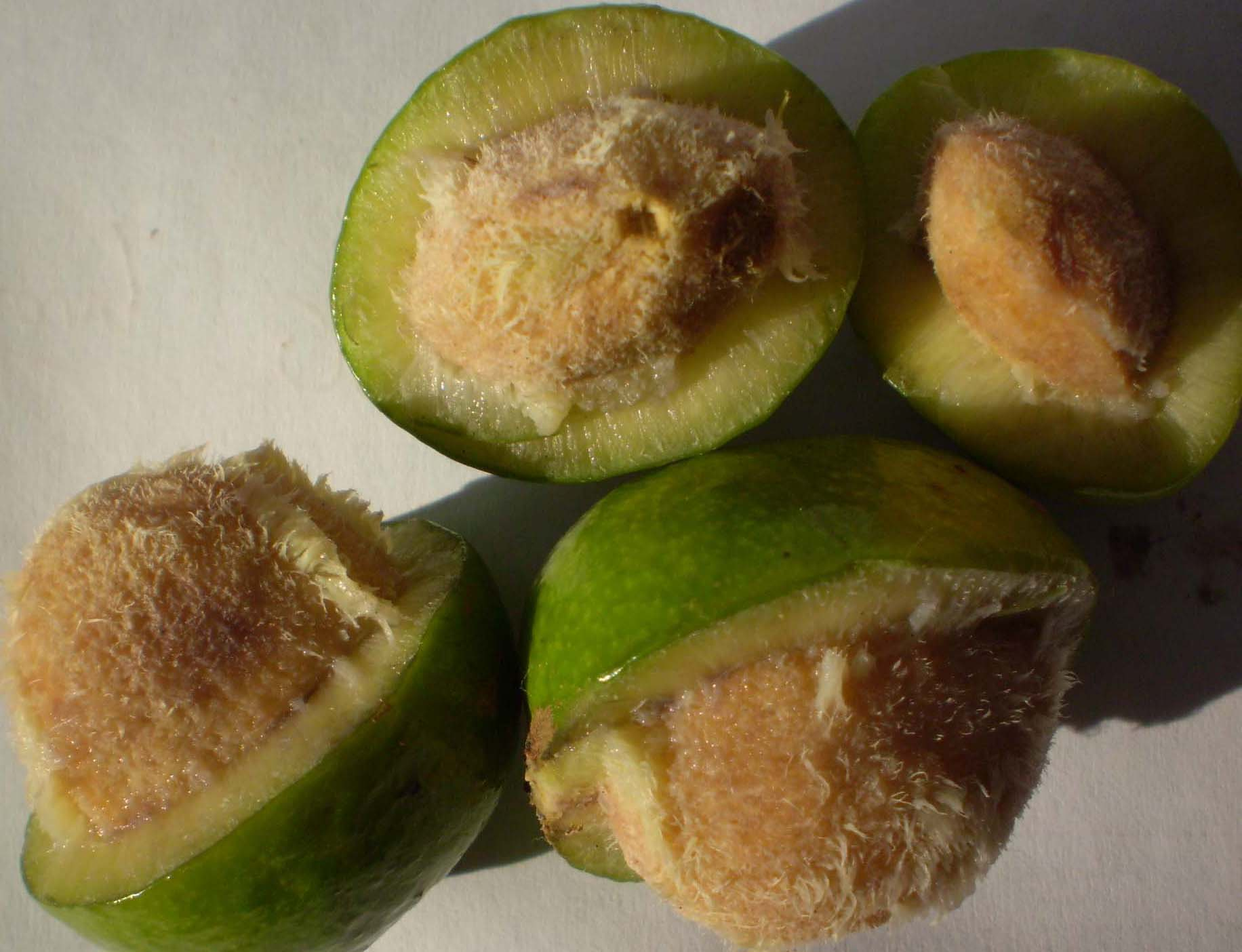
Fruit

Irvingia malayana  est un grand arbre pouvant atteindre 50 m de hauteur et dont le diamètre du tronc peut atteindre 500 mm. L'écorce est grisâtre à blanchâtre. Les fleurs sont d'un blanc verdâtre ou jaunâtre. Les fruits ellipsoïdes mesurent jusqu'à 60 mm de long.

## Répartition et habitat
Irvingia malayana pousse naturellement en Indochine et en Malésie. Son habitat principal est constitué de forêts tropicales mixtes, souvent associées à des diptérocarpacées, du niveau de la mer jusqu'à 300 m d'altitude.

## Usages
Le bois de cet arbre est utilisé dans la construction. Dans la province thaïlandaise de Roi Et, c'est l'un des bois préférés pour le charbon de bois où ses graines sont également appréciées comme aliment et consommées grillées.

## Répartition
Ce taxon se rencontre dans les pays suivants : Birmanie, Brunei, Cambodge, Indonésie, Malaisie, Singapour, Thaïlande, Viêt Nam.

## Systématique
Le nom correct complet (avec auteur) de ce taxon est Irvingia malayana Oliv. ex A.W.Benn..
Irvingia malayana a pour synonymes :
- Irvingella harmandiana Tiegh.
- Irvingella malayana (Oliv. ex A.W.Benn.) Tiegh.
- Irvingella oliveri (Pierre) Tiegh.
- Irvingia harmandiana Pierre
- Irvingia harmandiana Pierre ex Laness.
- Irvingia longipedicellata Gagnep.
- Irvingia oliveri Pierre